# Parthenstein
Parthenstein este o comună din landul Saxonia, Germania. Se află la o altitudine de 120 m deasupra nivelului mării. Are o suprafață de 34,96 km² și 35,05 km². Populația este de 3.483 locuitori, determinată în 30 septembrie 2019, prin actualizare statistică[*].